# Skytteholms Idrottsplats
Lo Skytteholms Idrottsplats, comunemente abbreviato in Skytteholms IP, è un impianto sportivo situato a Solna, nei pressi di Stoccolma. È localizzato a pochi metri dall'ex stadio Råsunda.
Inaugurato nel 1965 e ristrutturato nel 1990, l'impianto presenta un terreno in erba sintetica a partire dal 2003. La sua capienza attuale è di 5.200 posti, all'occorrenza ampliabili. Oltre al campo principale, il complesso sportivo presenta anche altri tre campi minori.
Lo Skytteholms IP ospita gli incontri del Vasalunds IF e del Råsunda IS, squadre militanti nelle serie minori. La struttura è utilizzata anche dalla società AIK per alcune sue squadre: qui disputano i propri incontri la squadra femminile e quella giovanile del club, mentre la prima squadra maschile vi gioca spesso nei primi turni della Coppa di Svezia.
Dal 2014 al 2016 lo Skytteholms IP ha ospitato anche le partite dell'AFC United nei campionati di Division 1 e Superettan, prima che il club si trasferisse a Eskilstuna.